# بلشون أبيض كبير

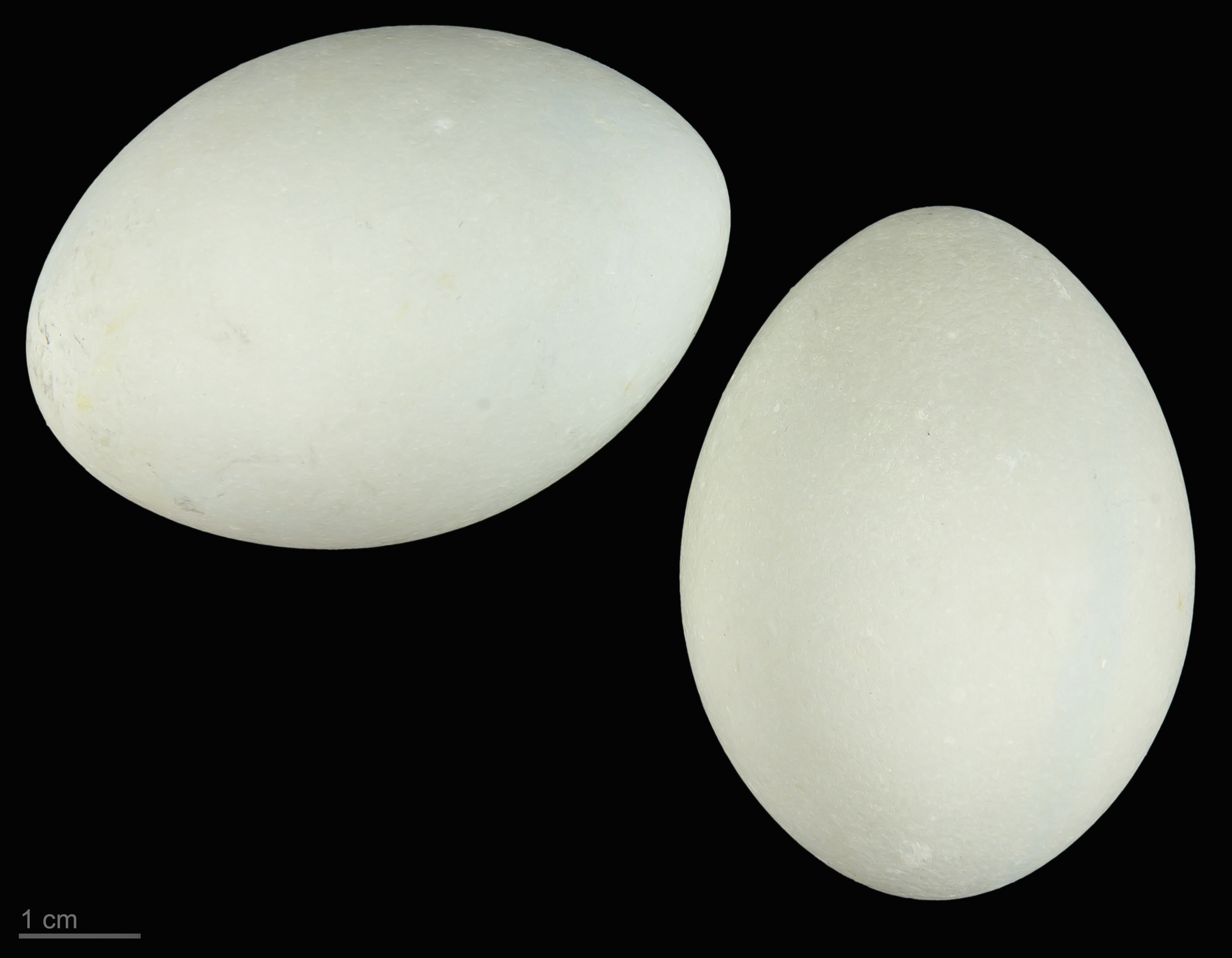
بيض البلشون الأبيض

 البلشون الأبيض الكبير (Great Whit Egret) أو البلشون الأبيض أو ابن الماء الأبيض طائر من أكبر أنواع البلشونات التي تشاهد في الكويت، له منقار كبير وغليض لونه أصفر وله أرجل طويلة رمادية مخضرة. وعند فترة التزاوج يصبح المنقار قاتماً أو اسوداً والأرجل صفراء. يشاهد في المناطق المائية والبرك العذبة. يعتبر زائر شتوي شائع.

## اقرأ أيضا
- تطور الطيور
- النحام الكبير فنتير
- البلشون الرمادي
- أبو قردان (بلشون البقر)
- بلشون الصخر
- أبوملعقة

## وصلات خارجية
- الحيوان البري في البلاد العربية من الموسوعة العربية العالمية
- موقع طيور الكويت فيه صور لطائر الهدهد في الكويت وغيره من الطيور